# Stuyvesant Heights
Stuyvesant Heights est un quartier de l'arrondissement new-yorkais de Brooklyn.